# Pongocoris
Pongocoris is een geslacht van wantsen uit de familie van de Miridae (Blindwantsen). Het geslacht werd voor het eerst wetenschappelijk beschreven door Linnavuori in 1975.

## Soorten
Het genus bevat de volgende soorten:

- Pongocoris kiritschenkoi (Poppius, 1912)
- Pongocoris opertus Linnavuori, 1975
- Pongocoris vittatus (Odhiambo, 1959)